# James Dean (pjesma)
"James Dean" je pjesma koju su napisali Don Henley, Glenn Frey, Jackson Browne i J.D. Souther, a snimio američki rock sastav Eagles za njihov album On the Border iz 1974. To je bio drugi singl s ovog albuma.
Pjesma je o američkom glumcu i kulturnoj ikoni Jamesu Deanu, koji je tragično poginuo u automobilskoj nesreći 1955. Riječi "to fast to live, too young to die" (prebrz za živjeti, premlad za umrijeti) govore o njegovom nestašnom i opasnom stilu života.